# Pains
Pains es un municipio brasileño del estado de Minas Gerais. 